# Livre de Manuel
Livre de Manuel (titre original en espagnol : Libro de Manuel) est un roman argentin de Julio Cortázar paru en 1973 et publié en français en 1974 aux éditions Gallimard. Ce roman a reçu la même année le prix Médicis étranger.

## Résumé
Livre de Manuel se concrétise en une expérience formelle et absurde où les expériences politiques et sexuelles des personnages principaux sont approfondies.

## Éditions
- Livre de Manuel, éditions Gallimard, 1974  (ISBN 2-07-037812-8)